# SummerSlam 1993
SummerSlam (1993) was een professioneel worstel-pay-per-view (PPV) evenement dat georganiseerd werd door de World Wrestling Federation (WWF, nu WWE). Het was de 6e editie van SummerSlam en vond plaats op 30 augustus 1993 in de The Palace of Auburn Hills in Auburn Hills, Michigan.

## Matches
| Nr. | Match | Winnaar(s)           | Opmerkingen                                                                                   | Bron  |
| --- | --- | -------------------- | --------------------------------------------------------------------------------------------- | ----- |
| 1D  | Owen Hart vs. Barry Horowitz | Owen Hart            | Eén-op-één Dark match.                                                                        | [ 2 ] |
| 2   | Razor Ramon vs. Ted DiBiase | Razor Ramon          | Eén-op-één match.                                                                             | [ 2 ] |
| 3   | The Steiner Brothers (Rick Steiner & Scott Steiner) (c) vsl. The Heavenly Bodies (Jimmy Del Ray & Tom Prichard) (met Jim Cornette)    | The Steiner Brothers | Tag Team match voor het WWF Tag Team Championship                                             | [ 2 ] |
| 4   | Shawn Michaels (c) (met Diesel) vs. Mr. Perfect                                                                                       | Shawn Michaels       | Eén-op-één match voor het WWF Intercontinental Championship. Michaels won door een Count Out. | [ 2 ] |
| 5   | Irwin R. Schyster vs. The 1-2-3 Kid                                                                                                   | Irwin R. Schyster    | Eén-op-één match.                                                                             | [ 2 ] |
| 6   | Bret Hart vs. Doink the Clown (met Jerry Lawler)                                                                                      | Bret Hart            | Eén-op-één match. Hart won door diskwalificatie.                                              | [ 2 ] |
| 7   | Jerry Lawler vs. Bret Hart | Jerry Lawler         | Eén-op-één match. Lawler won door diskwalificatie.                                            | [ 2 ] |
| 8   | Ludvig Borga vs. Marty Jannetty | Ludvig Borga         | Eén-op-één match. Borga won door submission.                                                  | [ 2 ] |
| 9   | The Undertaker (met Paul Bearer) vs. Giant Gonzalez (met Harvey Wippleman)                                                            | The Undertaker       | Rest in Peace match.                                                                          | [ 2 ] |
| 10  | The Smoking Gunns (Bart Gunn & Billy Gunn) en Tatanka vs. Bam Bam Bigelow en The Headshrinkers (Fatu & Samu) (met Afa en Luna Vachon) | The Smoking Gunns    | Six-Man Tag Team match.                                                                       | [ 2 ] |
| 11  | Lex Luger vs. Yokozuna (c) (met Jim Cornette en Mr. Fuji)                                                                             | Lex Luger            | Eén-op-één match voor het WWF Championship. Yokozuna was nog steeds de kampioen.              | [ 2 ] |